# 清田會
清田會本部事務所位於長崎縣長崎市愛宕4丁目，日本的指定暴力團（犯罪組織）之一・六代目山口組的2次團體。清田會為延續解散的水心會在長崎的勢力，構成員約30名。2010年3月、伴隨清田隆紀被除籍處分、清田會解散。

## 歷史
2007年4月17日，水心會會長代行城尾哲彌，在長崎市街頭槍殺慾連任的長崎市市長・伊藤一長，結果被以現行犯逮捕。事後、伊藤一長身亡，「水心會」被迫解散；水心會「解散」後，原水心會若頭・清田隆紀等中心人物另組成「清田會」，同時被二代目伊豆組收編，清田隆紀為伊豆組舍弟。
2008年10月14日，山口組舍弟・後藤忠政（後藤組組長）遭山口組「除籍」處分事件後，其他直系：井奧會、三代目大門會、六代目角定一家、太田會、浅川會、二代目浅川一家、二代目一心會等7名連署聲援後藤忠政的山口組直系組長同遭「除籍」與「絕緣」處分，並於21日由山口組宣佈8人退出，組織解散或重組；同年11月5日，山口組「定例會」發表新直参（直系組長）人事昇格，分別為：良知組・良知政志組長（原後藤組若頭）、藤友會・塚本修正會長（原後藤組總本部長）、秋良連合會・秋良東力會長（原太田會組長代行）、三代目一心會・能塚 惠會長（原二代目一心會若頭）、一道會・一之宮敏彰會長（原二代目浅川一家舍弟頭）、清田會・清田隆紀會長（原水心會若頭、後二代目伊豆組舍弟）等6人。
2008年11月11日、清田隆紀列席參與位在二代目伊豆組本部事務所舉行的一道會成立儀式。而同樣是在11月5日的定例會，被發表升格為山口組新直系組長的清田隆紀所帶領的清田會，並未同其他5個山口組新直系一樣同在11日這天舉行「盃直」的成立儀式。
2009年3月，若頭・水田重規（原水心會本部長）遭除籍處分。同月，本部長・山崎氏（原水心會若頭補佐）升格若頭。
2010年3月，伴隨清田隆紀會長遭山口組除籍處分、清田會解散。

## 最高幹部
- 會長・清田隆紀（六代目山口組若中、原水心會若頭、二代目伊豆組舍弟）
- 若頭・山崎 信（山崎興業組長；原水心會若頭補佐）
- 副會長・古賀 明（太白會會長）
- 若頭補佐・岩城義久（岩城組組長）
- 秘書室長・本田豪(本豪組組長)
- 幹部・松木明博(二代目永田組組長)
- 幹部・吉田正彦(吉田組組長)
- 幹部・佐藤賢(賢龍興業組長)

## 下部組織
- 吉田組
- 太白會
- 本豪組
- 山崎興業
- 賢竜興業
- 清英一家
- 二代目永田組
- 二代目中川組
- 岩城組